# Baczyna (województwo świętokrzyskie)
Baczyna – wieś sołecka w Polsce, położona w województwie świętokrzyskim, w powiecie koneckim, w gminie Końskie.
W latach 1975–1998 miejscowość administracyjnie należała do województwa kieleckiego.
Wierni kościoła rzymskokatolickiego należą do parafii św. Barbary w Nieświniu.

## Integralne części wsi
| SIMC    | Nazwa        | Rodzaj    |
| ------- | ------------ | --------- |
| 0243375 | Ku Józefowu  | część wsi |
| 0243381 | Mała Baczyna | część wsi |
| 1017669 | Ogrody       | część wsi |
| 1017818 | W Łazach     | część wsi |

## Historia
Wieś znana w wieku XIX jako Baczyna w powiecie koneckim, gminie i parafii Gowarczów.
W roku 1882 było tu 25 domów, 215 mieszkańców, 157 mórg ziemi włościańskiej, ziemi dworskiej 18.